# Franz Adankt Joseph von Görtz
Franz Adankt Joseph von Görtz (auch Franz Adauct Josef Görtz von Astein); (geb. 24. Juni 1694 in Kosteletz; gest. 1752 (oder 1753) in Groß Grauden (Kreis Cosel)) war ein preußischer Landrat.

## Leben
Franz Adankt Joseph von Görtz war der Sohn des Erbherrn auf Kosteletz und fürstbischöflich-Olmützichen Rates Siegmund Nikolaus von Görtz (* um 1644; † 1694) und dessen Ehefrau Johanna Eleonore Sponer von Blinsdorf († nach 1704). Franz Adankt bekleidete das Amt eines fürstbischöflich-Olmützichen Kabinettsekretärs und Lehensrechtbeisitzers. Im Zeitraum von 1724 bis 1740 fungierte er als fürstbischöflich-Olmützicher Hauptmann der Herrschaft Hotzenplotz und erlangte am 20. März 1725 das Inkolat im Ritterstand von Mähren. 1740 erwarb er Groß Grauden im Kreis Cosel. 1752 wurde er zum Nachfolger von Heinrich Gotthard von Naefe als Landrat im Kreis Neustadt in Oberschlesien ernannt.

## Besitzungen
Franz Adankt Joseph von Görtz war Mitbesitzer des Lehens Kosteletz, dessen Anteil er durch einen Vergleich vom 19. Mai 1722 an seinen jüngeren Bruder Sigismund Nikolaus (* 1685) abtrat, sowie des Lehens Leitersdorf bei Troppau, das bereits 1704 verkauft wurde.

## Persönliches
Franz Adankt Joseph von Görtz vermählte sich in erster Ehe um 1726 mit Josepha Franziska (* 1693; † 22. Dezember 1739), geb. von Reiswitz und Kaderzin. In zweiter Ehe vermählte er sich am 27. November 1742 in Schwammelwitz mit Maria Elisabeth (* 4. Juli 1709), geb. von Mosch und Bittendorf.
Fünf Kinder aus der ersten Ehe (alle in Hotzenplotz getauft) waren:
- Wolfgang Adauct Adeolat Johann Sarkander (get. 4. März 1727; † 15. April 1727 in Hotzenplotz)
- Josef Peter Adauct Johann Nepomuk (get. 6. Juli 1728; † 20. August 1737 in Hotzenplotz)
- Marie Therese Eleonore Josefa Renata (get. 31. Oktober 1731)
- Marie Anna Franziska Josefa Ludmilla Eufemia (get. 15. September 1734)
- Engelberta Innozentia Antonie Josefa Marta Beatrix (get. 30. Juli 1737); wurde 1766 als Kostgängerin des Dominikanerklosters in Ratibor genannt.

Sechs Kinder aus der zweiten Ehe waren:
- Franz Josef (* 15. Dezember 1743 in Groß Grauden; † 4. Juni 1765 ebenda)
- Marie Therese (* 15. April 1745 in Groß Grauden; † 3. Januar 1797)
- Albert von Görtz (* 14. August 1746 in Groß Grauden; † 8. Oktober 1789 in Rogoisna (Kreis Rybnik))
- Karl (I) Josef von Görtz (* 20. August 1747 in Groß Grauden; † 24. Juni 1830 in Stübendorf)
- Philip Josef von Görtz (* 24. Dezember 1748 in Groß Grauden; † 5. März 1803 in Koppinitz)
- Gottfried (I) Johann von Görtz (* 12. Februar 1751 in Groß Grauden; † um 1815)